# Utricularia humboldtii
Utricularia humboldtii é uma espécie vegetal pertencente à família Lentibulariaceae, endêmica da região do Monte Roraima.